# Nicolae Valter Mărăcineanu

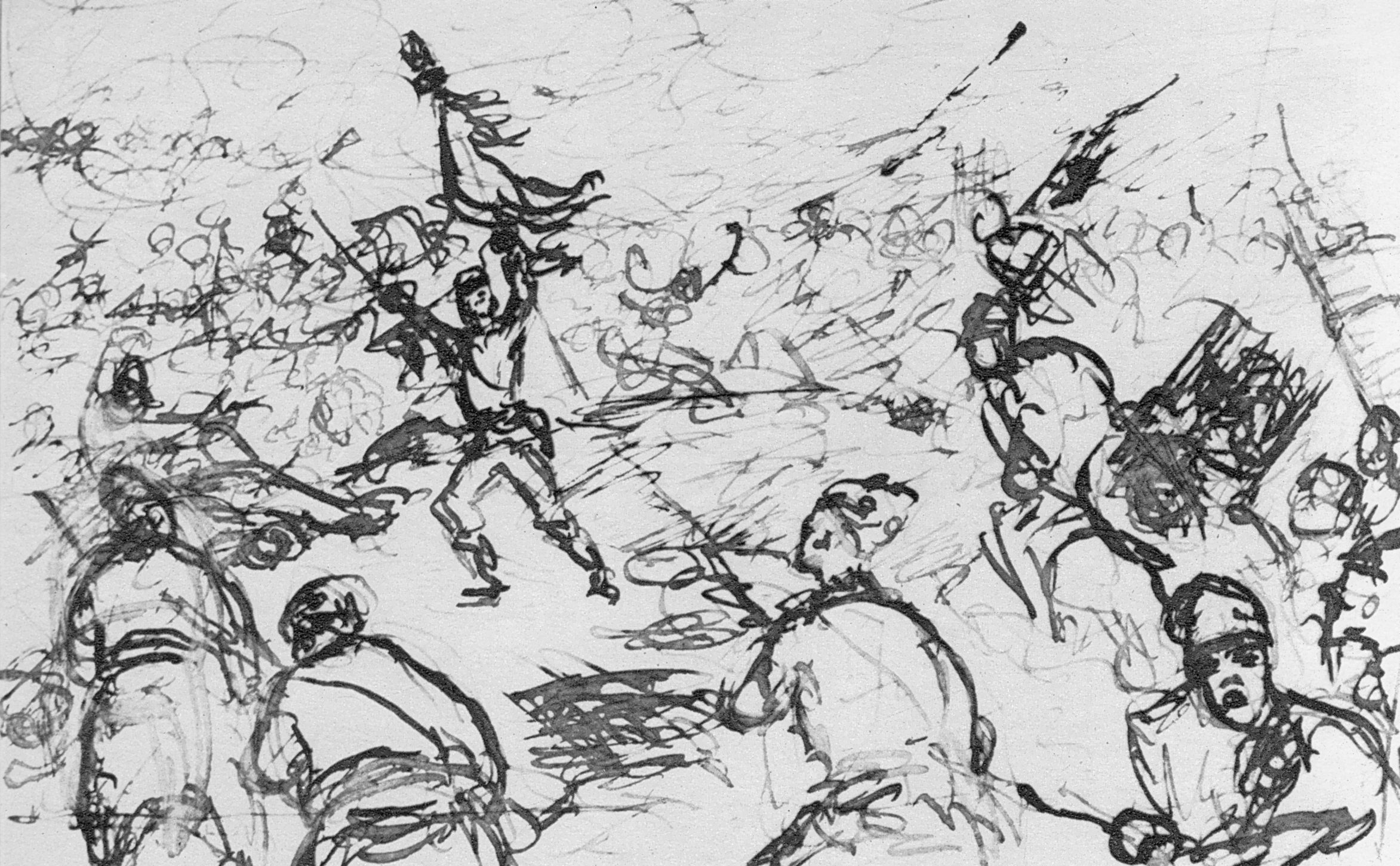
Valter Mărăcineanu la Grivița. Desen de Oscar Obedeanu (1868–1915)

Inscripţia: Ridicat acest monument in memoria capitanului Nicolae Valter Măracineanu dupa dorinţa mamei lui. Mort în resboiul cu turci pentru independenţa ţarei la 30 august 1877- Remăşiţele sale sunt inmormintate pe cămpiile din jurul Plevnei

Nicolae Valter Mărăcineanu (n. 30 mai 1840, Craiova – d. 30 august 1877, Grivița, Bulgaria) a fost un ofițer român, căzut eroic la reduta Grivița, în luptele din cadrul Războiului de Independență al României purtat contra turcilor.
În atacul din 30 august 1877, căpitanul Nicolae Valter Mărăcineanu a căzut la datorie în timp ce înfigea pe parapetul redutei turcești Grivița drapelul Regimentului 8 linie.
Prezentând luptele româno-turce din 30 august 1877 pentru cucerirea redutei Grivița 2, iconografia epocii și cea ulterioară, au preluat greșit din relatările martorilor faptul că în momentul morții sale, căpitanul Nicolae Valter-Mărăcineanu, purta în mână, conform diferitelor surse, după caz, drapelul regimentului, drapelul național, sau un stindard. În realitate era vorba despre fanionul Batalionului 1 din Regimentul 8 infanterie de linie, al cărui comandant era, pe care a reușit să-l înfigă pe retranșamentele (șanțuri întărite, dispuse pe aliniamente exterioare succesive) redutei, la câțiva metri în față.
Mauriciu Brociner, un subofițer evreu, care a luptat alături de căpitanul Valter Mărăcineanu pentru cucerirea redutei Grivița, a fost cel care, după căderea eroică a lui Valter Mărăcineanu, a condus asaltul final pentru cucerirea redutei, unde a și înfipt drapelul românesc.

## Monumente
- Cenotaful Căpitanului Valter Mărăcineanu, Mănăstirea Samurcășești, monument istoric  cu codul LMI IF-IV-m-B-15274.04.[4]
- Bustul căpitanului Nicolae Valter Mărăcineanu, din Bacău, sculptor Marius Butunoiu , inaugurat în 1981, monument istoric cu codul BC-III-m-B-00924.[5]
- Bustul lui Valter Mărăcineanu amplasat în parcul Alei din Giurgiu.[6]
- Bustul lui Valter Mărăcineanu din Dorohoi, ridicat, pe bulevardul Victoriei din Dorohoi.[7]

## Literatură
- Vasile I. Mocanu: Figuri de eroi - Căpitanul Nicolae Valter Mărăcineanu, Editura Militară, 1965